# Shattuara I
Shattuara I fue uno de los últimos reyes de Mitani, que reinó a finales del siglo XIV a. C. o principios del siglo XIII a. C..
Su título oficial era rey de Hanigalbat, que era como se llamaba entonces la parte del antiguo reino de Mitani que había caído bajo protección de Asiria. Era vasallo de Adad-nirari I, contra el que se rebeló, según una inscripción, siendo capturado y, sorprendentemente, perdonado, pudiendo renovar su juramento de fidelidad.